# دانشگاه چاغ
دانشگاه چاغ (به ترکی: Çağ Üniversitesi) در شهر طرسوس ترکیه قرار دارد.
بانی آن بنیاد آموزش بایبوغاری (Bayboğari) است. مجتمع دانشگاه در راه آدانا - مرسین قرار دارد. زبان آموزشی دانشگاه انگلیسی است.این دانشگاه دارای ۴ دانشکده: علوم پایه و ادبیات، حقوقِ، اقتصاد و اداری و مهندسی و معماری و یک مدرسه عالی و ۲ مؤسسه‌است.